# Суратгарх
Суратгарх (англ. Suratgarh) — город и муниципалитет в округе Ганганагар в индийском штате Раджастхан.

## География
Высота 168 метров над уровнем моря.

### Климат
Поскольку Суратгарх находится на окраине пустыни Тар, в регионе жаркий пустынный климат с очень жарким летом и прохладной зимой. Самые жаркие месяцы в году — с апреля по октябрь, когда максимальная температура остаётся выше 118 ° F (48 ° C), а средняя дневная температура остаётся выше 95 ° F (35 ° C). В некоторые дни в мае, июне и июле максимальная температура регулярно превышает 122 ° F (50 ° C). Влажность остается ниже 50 % в течение всего года, а в пик летних и зимних месяцев влажность регулярно падает ниже 20 %. Из-за пустынного климата осадки редкие и выпадают во время двух сезонов дождей. Среднее количество осадков в течение года составляет менее 25 см. В летние месяцы сухой ветер, дующий в пустыне, вызывает пыльные бури, обычные в вечерние часы. Зимы, как правило, мягкие, со средней температурой около 12,78 °С с несколькими днями в декабре и январе, когда температура опускается до 1 °C. Среднегодовой УФ-индекс для региона превышает 7, а в летние месяцы приближается к 10 в течение дня.

## История

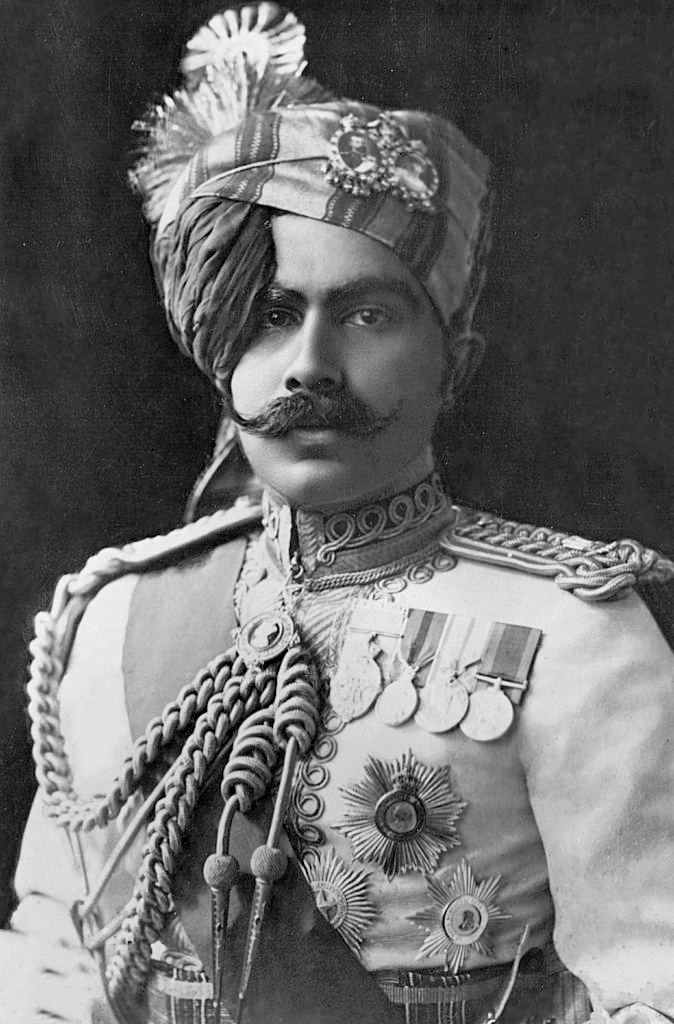
Махараджа Ганга Синх

Суратгарх был важной ареной исторических событий в древние времена. Когда-то город назывался Содал. Около 3000 г. до н. э. Суратгарх был цветущим местом из-за наличия двух больших рек — Сарасвати и Дришадвати. Возникновение цивилизаций Калибангана и Барода было связано с наличием полноводной реки Сарасвати, и Суратгарх был примечательным свидетельством этого. Следы древней цивилизации около Рангмахала, Манаксаара и Амарпуры показывают историческое значение Суратгарха, откуда цивилизация Сарасвати отступила после 1500 лет существования. Но некоторые учёные с этим предположением не согласны
Суратгарх получил новый толчок к развитию под властью Махараджи Ганги Сингха, который построил охотничий домик в Суратгархе и обеспечил возможность соединения Суратгарха с другими городами по железной дороге. Ханумангарх и Биканер вошли в состав округа, когда был создан округ Суратгарх.
Создание Гангского канала в 1927 году способствовало развитию Суратгарха. Он стал городом после раздела Индии в 1947 году, когда стали прибывать беженцы из Пакистана и начали селиться там.
Центральная государственная ферма Суратгарх была основана в 1956 году, затем в 1960-х годах были созданы канал Индиры Ганди и Центральная скотоводческая ферма.
Тем временем были созданы авиабаза и военная база, Радио Акашвани и различные офисы. Тепловая электростанция Суратгарха начала работать с 3 ноября 1998 года, и это стало ещё одной вехой в развитии города Суратгарх.
Из Суратгарха теперь поставляются кирпичи в различные части Раджастхана.

## Демография
По данным переписи 2011 года в муниципалитете Суратгарх проживает 70 536 человек, из которых 37 126 мужчин и 33 410 женщин. Детей в возрасте от 0 до 6 лет — 9037 человек, что составляет 12,81 % от общей численности населения Суратгарха. Уровень грамотности в городе Суратгарх — 75,68 %, то есть выше, чем в среднем по штату (66,11 %). В Суратгархе уровень грамотности мужчин составляет около 83,19 %, а уровень грамотности женщин — 67,39 %.

## Управление
Общегородскую администрацию координирует государственное учреждение Нагар Палика Суратгарх.

## Экономика

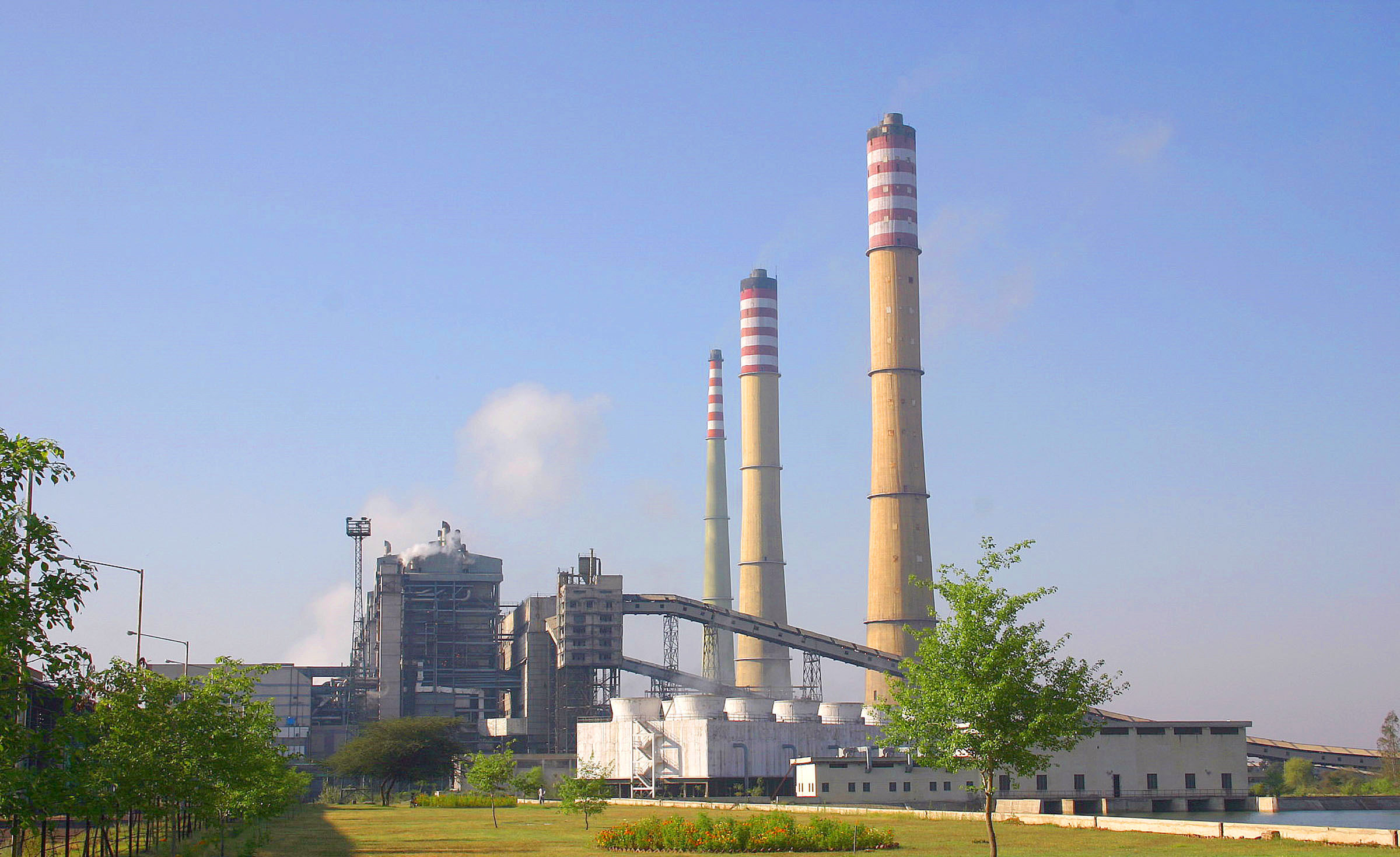
Тепловая электростанция в Суратгархе

Экономика постоянно росла благодаря наличию крупных оборонных станций и тепловой электростанции Суратгарх. Дальнейшее развитие обеспечивается наличием недавно построенных заводов по производству цемента под названием «Shree Cement Ltd» и цементного завода «Bangur», которые используют золу от ТЭЦ, производят PPC (пуццолановый портландцемент), OPC (нормальный портланд цемент) и цемент премиум-класса. Значительная часть местного населения занята в сельском хозяйстве.

## Транспорт
Узел Суратгарх находится на линии Джодхпур-Батинда. Расстояние от близлежащих городов: Биканер — 174 км, Ганганагар — 70 км, Ханумангарх — 52 км. Город связан с другими городами железнодорожной и автомобильной сетями. Через город проходят национальное шоссе № 62 и мега-шоссе.

## СМИ
Радио «Акашвани Суратгарх» вещает на частоте 918 кГц с помощью радиопередатчика мощностью 300 кВт. Ему присвоено название «Хлопковый городской канал».

## Культура

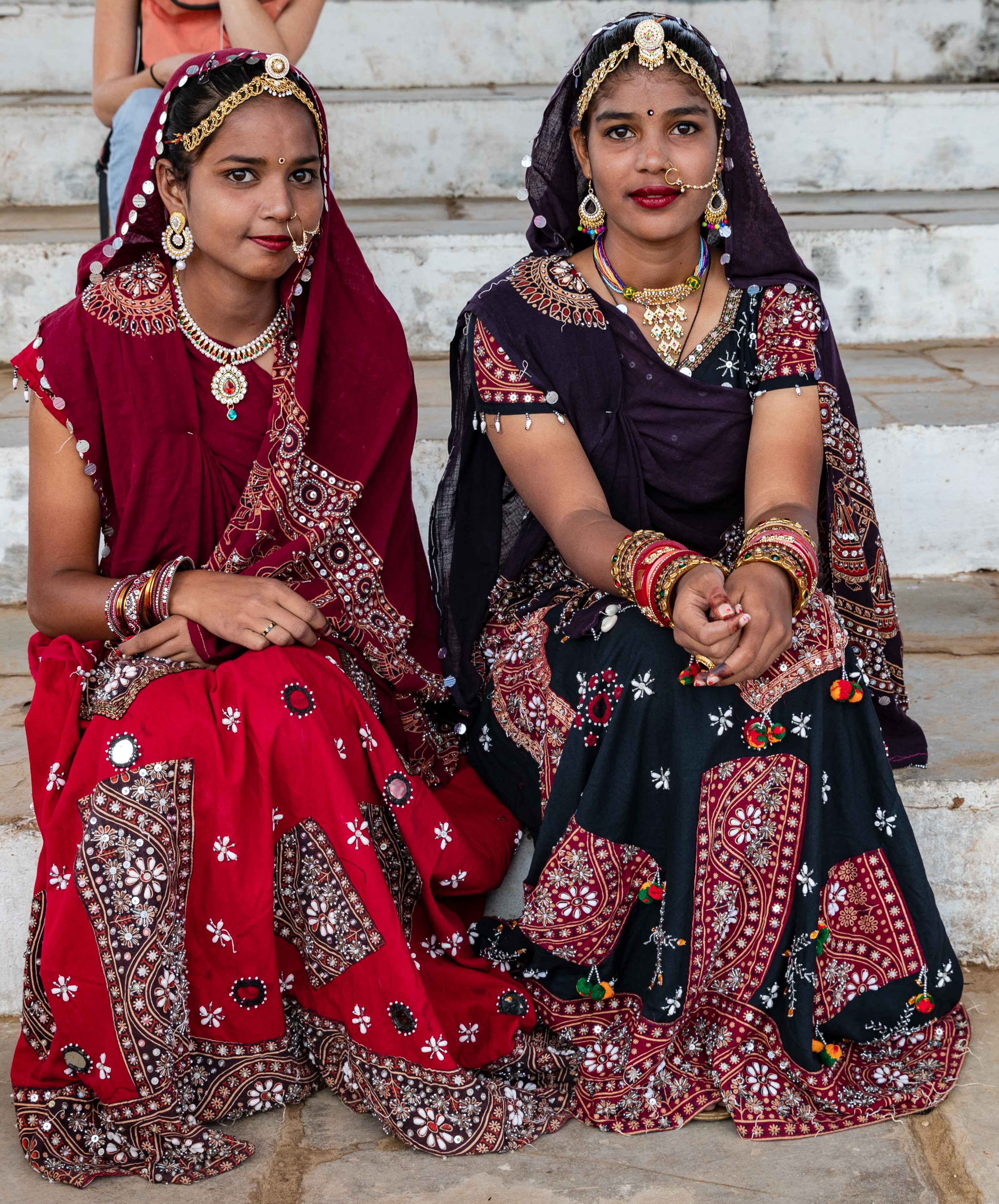
Девушки в юбке-гхагхара

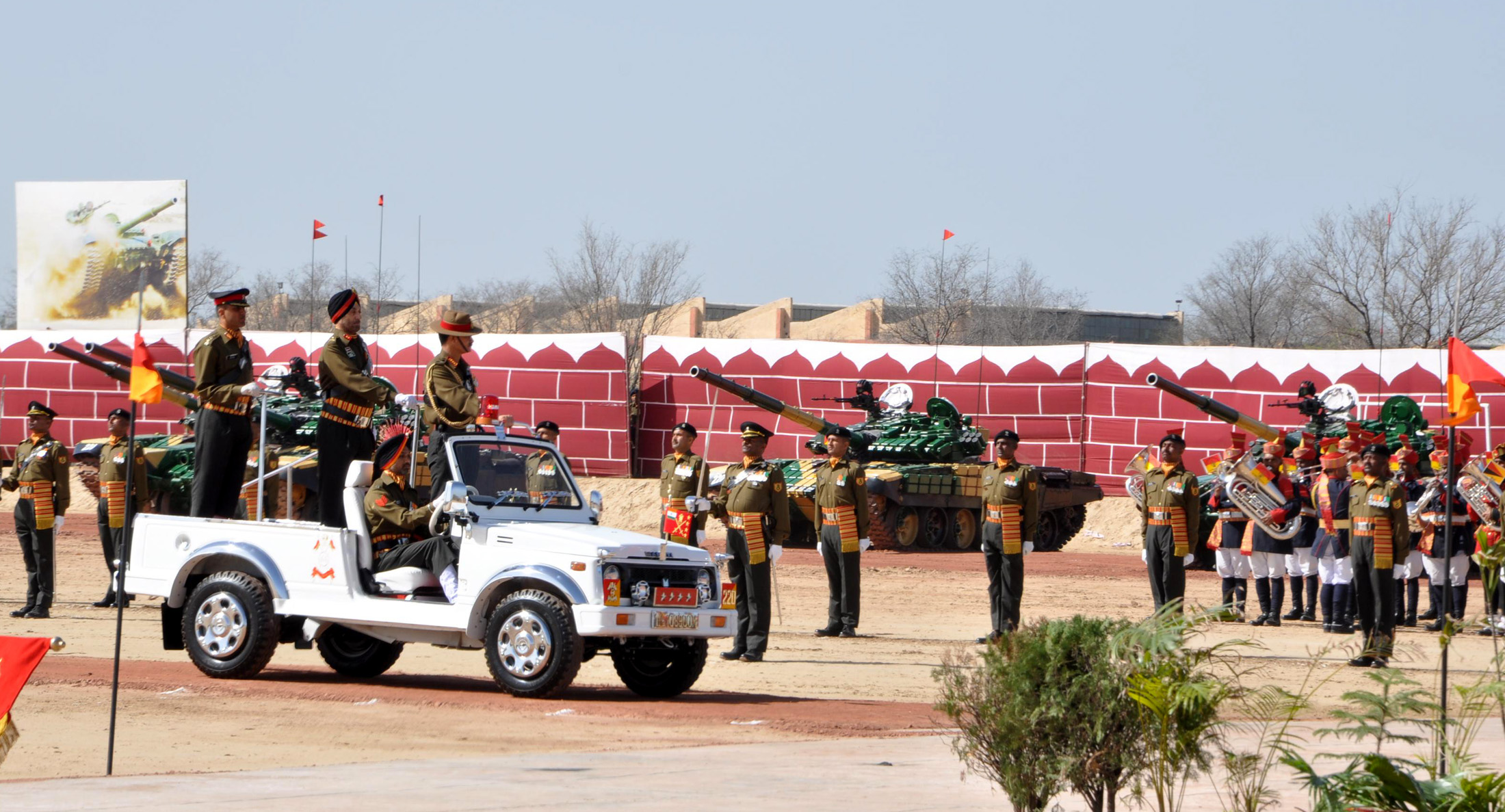
Парад на военной базе Суратгарх

Культура города разнообразна. Жители города работают, в основном, на государство или местных торговцев. В городе соседствуют языки багри и пенджаби, здесь чувствуется сильное влияние культуры Пенджаба. Из-за наличия двух крупных гарнизонов индийских ВВС и частей индийской армии, мощной тепловой электростанции, в этот район съехались люди со всей Индии и Непала. Из соображений безопасности культурное взаимодействие между местными гражданскими жителями и военными крайне ограничено.

## Достопримечательности
- Храм Хеджри Хануман
- Калибанга
- Тепловая станция Суратгарх
- База ВВС Суратгарх
- Военная база Суратгарх
- Всеиндийская радиостанция Аакашвани
- Содхал Форт
- Лорд Ганеш Мандир Дхаб
- Цементный завод Шри Удайпур
- Река Гагар
- Ранг-махал
- Бадопал
- Падпата Дхам Дхабан

## Спорт
В городе есть инфраструктура для занятий такими видами спорта, как крикет, футбол, бадминтон и баскетбол. Спортивная площадка государственного колледжа, расположенная на шоссе NH 62, является хорошей платформой для занятий спортом.